# 吊水楼瀑布

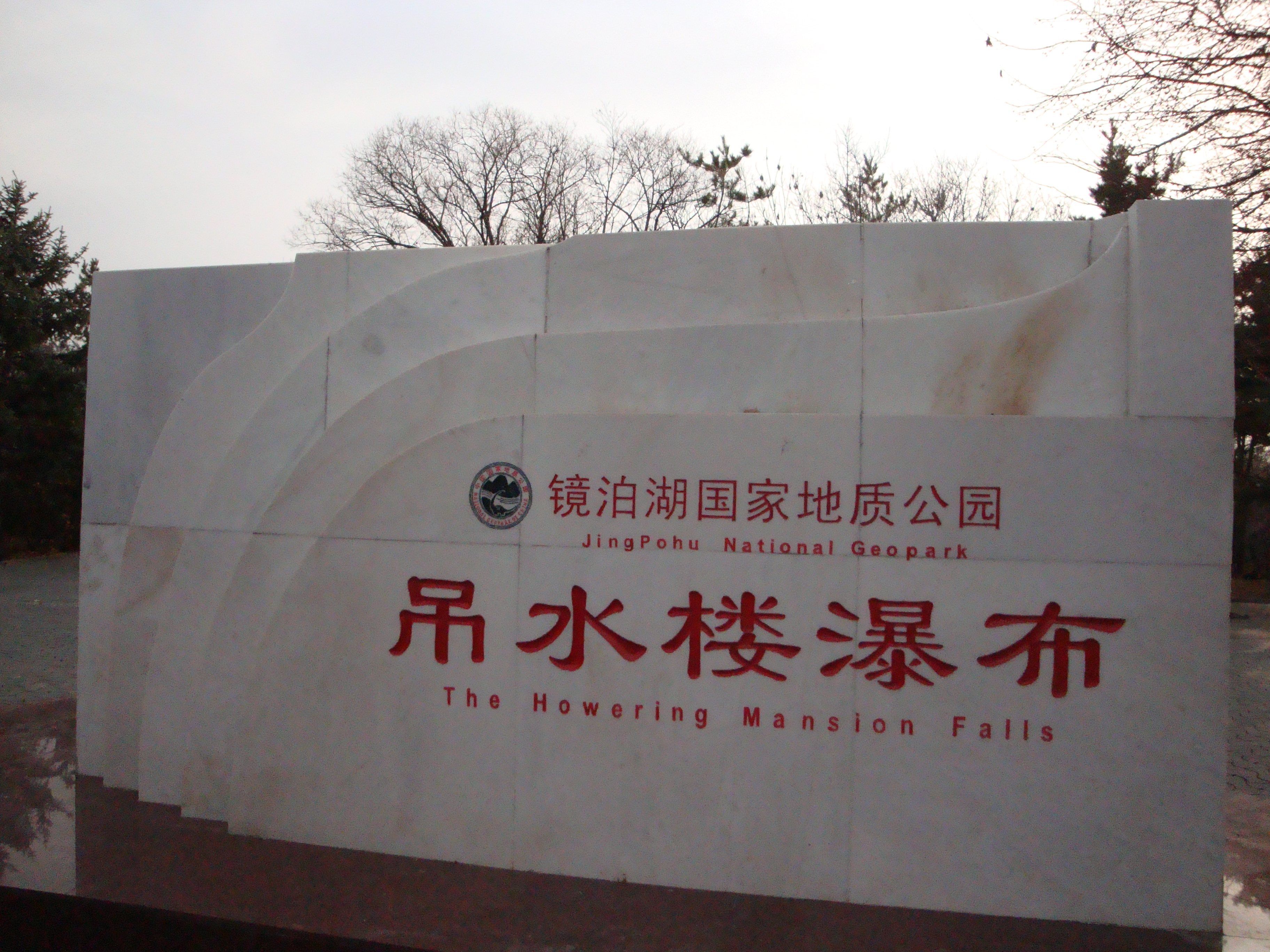

吊水楼瀑布，又称镜泊湖瀑布，位于中國黑龙江省宁安市西南。一般幅宽40多米，落差为12米。在雨季或汛期，瀑布呈现两股或数股跌落，总幅宽达200多米。